# C.J. Hunter
Cottrell James Hunter III, detto C.J. (Washington, 14 dicembre 1968 – 29 novembre 2021), è stato un pesista statunitense, campione mondiale a Siviglia 1999.

## Biografia
Divenne noto non solo per il titolo mondiale vinto, ma soprattutto perché invischiato nello scandalo BALCO (legato al doping), oltre che per essere stato alcuni anni marito della velocista Marion Jones. Gli venne comminata una squalifica di due anni per uso di nandrolone nel 2000.

## Palmarès
| Anno | Manifestazione      | Sede          | Evento         | Risultato | Prestazione | Note                          |
| ---- | ------------------- | ------------- | -------------- | --------- | ----------- | ----------------------------- |
| 1991 | Giochi panamericani | L'Avana       | Getto del peso | Bronzo    | 19,08 m     |                               |
| 1995 | Mondiali indoor     | Barcellona    | Getto del peso | Argento   | 20,58 m     |                               |
| 1995 | Giochi panamericani | Mar del Plata | Getto del peso | Oro       | 20,52 m     | Record dei Giochi             |
| 1996 | Giochi olimpici     | Atlanta       | Getto del peso | 7º        | 20,39 m     |                               |
| 1997 | Mondiali            | Atene         | Getto del peso | Bronzo    | 20,33 m     |                               |
| 1999 | Mondiali            | Siviglia      | Getto del peso | Oro       | 21,79 m     | Miglior prestazione personale |